# Freccia Vallone 1946
La Freccia Vallone 1946, decima edizione della corsa, si svolse il 9 giugno 1946 per un percorso di 253 km. La vittoria fu appannaggio del belga Désiré Keteleer, che completò il percorso in 6h58'48" precedendo i connazionali René Walschot e Edward Van Dijck.
Al traguardo di Liegi furono 24 i ciclisti (tutti belgi), dei 61 partiti da Mons, che portarono a termine la competizione.

## Ordine d'arrivo (Top 10)
| Pos. | Corridore         | Squadra            | Tempo    |
| ---- | ----------------- | ------------------ | -------- |
| 1    | Désiré Keteleer   | Dilecta            | 6h58'48" |
| 2    | René Walschot     | Mercier-Hutchinson | s.t.     |
| 3    | Edward Van Dijck  | Cycles Roberty     | a 1'02"  |
| 4    | Émile Masson Jr.  | Alcyon-Dunlop      | s.t.     |
| 5    | Petrus Van Verre  | Garin              | s.t.     |
| 6    | Roger Desmet      | Thompson           | s.t.     |
| 7    | Emiel Faignaert   | Dilecta            | s.t.     |
| 8    | Frans Bonduel     | Dilecta            | s.t.     |
| 9    | Richard Depoorter | Mercier-Hutchinson | a 3'29"  |
| 10   | Jozef Somers      | Cilo               | s.t.     |